# Runcinella zelandica
Runcinella zelandica är en snäckart som beskrevs av Nils Hjalmar Odhner 1924. Runcinella zelandica ingår i släktet Runcinella och familjen Runcinidae. Inga underarter finns listade i Catalogue of Life.